# Vera Anstey

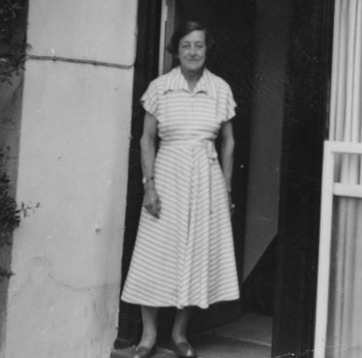
Vera Anstey, ca. 1950

Vera Anstey, geborene Powell (* 3. Januar 1889 in Reigate, Surrey; † 26. November 1976 in Surbiton, Surrey) war eine britische Wirtschaftswissenschaftlerin und bekannte Expertin für die Wirtschaft Indiens. Anstey ist eng mit der London School of Economics verbunden, wo sie als Dozentin tätig war und den Vorsitz des Zulassungsausschusses innehatte, sowie mit der Universität London, wo sie als Dekanin der Fakultät für Wirtschaftswissenschaften tätig war.

## Leben
Anstey wurde als Tochter des Lederhändlers James Powell und Mary Sophia Powell (geborene Higginbotham). Das Paar hatte drei Töchtern und drei Söhne, wobei Vera die zweite der drei Töchter war.
Sie besuchte das Cheltenham Ladies’ College und verbrachte ein Jahr am Dr. Hoch’s Konservatorium in Frankfurt am Main, wo sie Deutsch und Musik (Klavier und Violine) studierte. Ihre Ausbildung setzte sie an der Bedford College fort, wo sie ein Diplom im Bereich des öffentlichen Gesundheitswesens erwarb. Anschließend besuchte Anstey die London School of Economics, wo sie 1909 ein Studium der Wirtschaftsgeschichte begann, das sie 1913 mit Auszeichnung bestand.
Im Jahr 1913 heiratete sie Percy Anstey. Percy war ein ehemaliger Schauspieler, der anschließend an der London School of Economics Wirtschaftswissenschaften studiert hatte, bevor er als Leiter der wirtschaftswissenschaftlichen Abteilung an der Universität Bristol tätig war. 1914 wurde er Rektor am Sydenham College of Commerce and Economics in Bombay und Anstey begleitete ihren Mann nach Indien.
Ihre Aufgabe in Indien bestand darin, Studenten zu prüfen, die am Sydenham College einen Bachelor-of-Commerce-Abschluss anstrebten. Zusätzlich zu dieser offiziellen Aufgabe entwickelte sie ein starkes Interesse an der indischen Wirtschaft und begann, große Mengen an Wirtschaftsdaten über die indische Wirtschaft zu sammeln.
Als ihr Mann und Arthur, ihr jüngstes Kind, im November 1920 an Cholera starben, kehrte Vera mit ihren beiden überlebenden Kindern, Mary Anstey (1916–1989) und dem Psychologen Edgar Anstey (1917–2009), ins Vereinigte Königreich zurück. Anstey, die nun einen Job brauchte, um sich und ihre beiden Kinder zu ernähren, nahm 1921 eine Stelle als Assistenzdozentin für Wirtschaftsgeschichte an der London School of Economics an. Sie wurde befördert und wurde 1929 Dozentin für Handel, erhielt 1930 einen Doctor of Science for Economics wurde 1941 zum Sir Ernest Cassel Reader in Commerce ernannt.
In ihrer Lehrtätigkeit an der London School of Economics befasste sich Anstey eingehend mit der indischen Wirtschaft und war unter anderem für die Durchführung von Kursen über den indischen Handel und die indische Industrie verantwortlich, zunächst für Studierendenim Grundstudium, später auch für Studenten im Hauptstudium. Sie richtete auch ein Seminar über die wirtschaftliche Entwicklung Indiens ein, das großen Anklang fand und das sie bis 1965 leitete, und verfasste mehrere Texte über die indische Wirtschaft, die weithin Anerkennung fanden. Ihr am weitesten verbreitetes Werk ist The Economic Development Of India von 1946.
Ihre Arbeit an der Universität umfasste auch mehrere administrative Aufgaben; von 1939 bis 1959 war sie Senior Tutorin und Vorsitzende des Ausschusses für die Zulassung von Studenten und unterstützte den Umzug der Universität von London nach Cambridge während des Zweiten Weltkriegs. Von 1950 bis 1954 war Anstey Dekanin der School of Economics der gesamten University of London (zu der auch die London School of Economics gehört).
1950 wurde Anstey von der Regierung gebeten, in der Royal Commission on the Taxation of Profits and Income (Königliche Kommission zur Besteuerung von Gewinnen und Einkommen) mitzuarbeiten, die mögliche Änderungen der Steuerpolitik im Vereinigten Königreich untersuchte. Anstey war von ihrer Ernennung im Jahr 1951 bis zum Abschluss der Arbeiten im Jahr 1955 Mitglied dieser Kommission.
Anstey schied 1954 aus einer Vollzeitstelle an der London School of Economics aus und blieb aber bis zu ihrer endgültigen Pensionierung im Jahr 1964 als Teilzeitmitarbeiterin tätig.